# Goldy Parin-Matthèy
Elisabeth Charlotte „Goldy“ Parin-Matthèy (geboren 30. Mai 1911 in Graz, Österreich-Ungarn; gestorben 25. April 1997 in Zürich) war eine Schweizer Psychoanalytikerin und Anarchistin.

## Leben
Charlotte Matthèy wurde 1911 in Graz als Tochter von August und Franziska Matthèy-Guenet, geborene Dunkl, in eine wohlhabende Schweizer Familie hugenottischer Abstammung geboren. Ihr Vater war Kunstmaler. Der Familie gehörte eine Fabrik für Steindruck – die renommierte lithographische Anstalt Matthèy. Mit dem Verkauf der Fabrik Anfang der 1920er Jahre verlor die Familie ihr gesamtes Vermögen.
Goldy Matthèy besuchte in Graz die Volksschule, das Mädchengymnasium und anschließend die Keramikklasse an der Kunstgewerbeschule Graz. Später machte sie an der Augenklinik der Grazer Universität eine Ausbildung zur medizinischen Labor- und Röntgenassistentin.
In ihrer Jugendzeit hatte sie in Grazer Künstler- und Intellektuellenzirkeln Kontakt zu Antifaschisten, Sozialisten, Kommunisten und Anarchisten, darunter Wolfgang Benndorf, Herbert Eichholzer und Thomas Ring. Ihre beste Freundin war zu jener Zeit die spätere Künstlerin Maria Biljan-Bilger, die sie an der Kunstgewerbeschule kennenlernte und die 1933 ihren Cousin Ferdinand Bilger heiratete. 1933 ging sie nach Wien und arbeitete dort bis 1934 in einem von dem österreichischen Pädagogen und Psychoanalytiker August Aichhorn geleiteten Heim für schwer erziehbare Jugendliche. Daran anschließend war sie wieder in ihrem erlernten Beruf am Grazer Universitätsspital tätig.
1937 schloss sie sich gemeinsam mit Ferdinand Bilger und anderen Antifaschisten den Internationalen Brigaden im Spanischen Bürgerkrieg an und arbeitete unter dem Tarnnamen „Liselot“ als Laborantin im Röntgeninstitut von Albacete. 1938 verlegten die Brigadisten das Zentrale Laboratorium und Spital in das nordspanische Vic. 1939 verließ sie Spanien zusammen mit den letzten Mitarbeiterinnen der Centrale Sanitaire Internationale in Richtung Frankreich. Dort wurde sie daraufhin für etwa zwei Monate im Frauenlager St. Zacharie bei Marseille interniert.
Im April 1939 kam Goldy Matthèy nach Zürich und betrieb dort mit Unterbrechungen bis 1952 ein hämatologisches Laboratorium. Auch lernte sie hier ihren späteren Mann, den jungen Medizinstudenten Paul Parin kennen. Von September 1944 bis Oktober 1945 war sie mit Paul Parin – mittlerweile als Chirurg tätig – und weiteren fünf Ärzten als Freiwillige in Jugoslawien, um in Titos Partisanenarmee humanitäre Hilfe im Kampf gegen die Wehrmacht und die italienische Armee zu leisten. Organisiert wurde ihr Einsatz von der während des Spanischen Bürgerkrieges gegründeten Schweizer Ärzte- und Sanitätshilfe Centrale Sanitaire Suisse, der heutigen medico international schweiz. Nach Kriegsende nahm sie 1946 zusammen mit Fritz Morgenthaler und anderen Mitarbeitern wieder unter Organisation der Centrale Sanitaire Suisse im Rahmen der Schweizer Spende am Aufbau einer Poliklinik in Prijedor in Bosnien teil.
Bis 1952 absolvierte Goldy Matthèy eine psychoanalytische Ausbildung in Zürich und eröffnete anschließend zusammen mit Paul Parin und Fritz Morgenthaler eine psychoanalytische Praxis. Im Jahre 1955 heiratete sie Paul Parin. 1958 gründete sie zusammen mit ihrem Mann, Morgenthaler und Jacques Berna das Psychoanalytische Seminar Zürich. Sie beteiligte sich jedoch nur informell am Ausbildungsbetrieb, da sie die schulisch regulierten Formen von Lernen und Ausbildung ablehnte.
Von 1954 bis 1971 unternahm sie gemeinsam mit Fritz und Ruth Morgenthaler sowie Paul Parin mehrere Forschungsreisen nach Westafrika. Dort untersuchten sie mittels der psychoanalytischen Gesprächstechnik das Seelenleben der Dogon und Anyi (Agni). Mit den dort entstandenen Studien Die Weißen denken zuviel von 1963 und Fürchte Deinen Nächsten wie Dich selbst von 1971 begründete sie zusammen mit ihren Kollegen die deutschsprachige Tradition der Ethnopsychoanalyse.
Von 1952 bis 1997 war Goldy Parin-Matthèy Mitglied der Internationalen Psychoanalytischen Vereinigung und der Schweizer Gesellschaft für Psychoanalyse.

## Wirken
Goldy Parin-Matthèy verstand ihre psychoanalytische Arbeit als eine „Fortsetzung der Guerilla mit anderen Mitteln“. Die Psychoanalyse besaß für sie eine subversive und gesellschaftskritische Kraft, die die Stärkung der autonomen Kräfte einer Person und eine größere Unabhängigkeit von den sozialisierenden Faktoren zum Ziel haben sollte.

„Ich war immer eine moralische Anarchistin: Jeder ist allein für sich selbst verantwortlich. Das ist, glaube ich, das Wichtigste, was auch ein Analytiker in Ausbildung erwerben und erleben muß, daß er ganz allein verantwortlich ist.“

## Schriften und Werke
- Das Wunderkind und sein Scheitern. Schweizerische Zeitschrift für Psychologie und ihre Anwendungen 21 (3), 1962, S. 247–267
- Nicht so wie die Mutter. Über Frauenrolle und Weiblichkeit. In Parin und Parin-Matthèy 1986, S. 165–174
- Alt sein. In Karola Brede u. a. (Hrsg.): Befreiung zum Widerstand. Aufsätze über Feminismus, Psychoanalyse und Politik. Margarete Mitscherlich zum 70. Geburtstag. Frankfurt/M. 1987, S. 179–182
- Die Weißen denken zuviel. Psychoanalytische Untersuchungen bei den Dogon in Westafrika.; mit Paul Parin und Fritz Morgenthaler. Atlantis, Zürich 1963; NA EVA, Hamburg 1993, ISBN 978-3-434-50602-7
- Fürchte deinen Nächsten wie dich selbst. Psychoanalyse und Gesellschaft am Modell der Agni in Westafrika.; mit Paul Parin und Fritz Morgenthaler. Suhrkamp, Frankfurt/M. 1971; NA Gießen 2006, ISBN 3-89806-462-X
- Subjekt im Widerspruch; mit Paul Parin. Syndikat, Frankfurt am Main 1986; Psychosozial, Gießen 2000, ISBN 3-89806-033-0

## Film
- Mit Fuchs und Katz auf Reisen, Portrait von Paul Parin und Goldy Parin-Matthey (2000) von Marianne Pletscher